# Montese
Montese es un municipio italiano situado en la provincia de Módena, en Emilia-Romaña. Tiene una población estimada, a fines de julio de 2024, de 3384 habitantes.

## Demografía
| Gráfica de evolución demográfica de Montese entre 1861 y 2024 |
|                                                               |
| Fuente: ISTAT - Elaboración gráfica de Wikipedia              |